# Dorcadion xerophilum
Dorcadion xerophilum là một loài bọ cánh cứng trong họ Cerambycidae.